# SAMPA
音標字母評估法（SAMPA）是一種電腦可讀的音標符號，它是以國際音標為基礎，並且只使用7位元中的可列印符號。
這種轉寫法是源自歐洲共同體為六種歐洲語言，於1980年代展開的歐洲資訊科技研究策略計劃中的資訊科技研究及發展項目。如果國際音標的寫法和ASCII中的字母相同，就直接取用，否則就使用其他ASCII符號代替，例如[@]用來代表schwa（國際音標：ə），[2]則代表法語「deux」中的元音（國際音標：ø），而[9]便代表法語「neuf」中的元音（國際音標：œ）。
下列語言現在都已經發展了正式的SAMPA表，每張表中都包含了該語言裡的所有語音：
| - 阿拉伯語 - 保加利亞語 - 廣東話 - 捷克語 - 丹麥語 - 荷蘭語 - 英語 - 愛沙尼亞語 - 法語 | - 德語 - 希臘語 - 希伯來語 - 匈牙利語 - 意大利語 - 挪威語 - 波蘭語 - 葡萄牙語 - 羅馬尼亞語 | - 俄語 - 蘇格蘭語 - 塞爾維亞-克羅埃西亞語 - 斯洛伐克語 - 西班牙語 - 瑞典語 - 泰語 - 土耳其語 |

["s{mp@]這串符號代表了「SAMPA」這詞在英語的發音。和國際音標一樣，SAMPA放在方括號，以表示它並非字詞的一部分用來標示讀音的音標。

## SAMPA的問題
SAMPA表有多種語言版本，每種版本設計時都只針對該語言所用到的音標，因此不同版本的SAMPA表並不兼容而產生衝突，所以SAMPA並不適合代表全部的國際音標。由於SAMPA表並不能全面地把整張IPA表轉寫成ASCII符號，於是便設計了X-SAMPA這種可以代表所有國際音標的單一代碼表，不用再考慮不同語言的問題。

## 外部連結
- SAMPA電腦可讀音標（页面存档备份，存于）
- 英語的SAMPA（页面存档备份，存于）
- 蘇格蘭語的SAMPA（页面存档备份，存于）
- SAMPA與IPA的比較